# El Toque Manual de Campanas en la Catedral Metropolitana de Valencia
Los toques manuales de campanas de la Catedral de Valencia están declarados Bienes de Interés Cultural Inmaterial según consta en el DOCV nº 7082 del 05/08/2013. El código de anotación en el Registro General de BIC del Ministerio de Educación, Cultura y Deporte es el nº 28652.
El campanario de la Catedral de Valencia ha tenido, desde sus orígenes, una relación escrita de los toques, que formaba parte de la «Consueta» o costumbres y usos litúrgicos de la Seo. El toque de las campanas se debía a la oscilación y al repique al menos desde la mitad del siglo XV y  en el siglo XVI se impuso el volteo, o toque circular de todas las campanas,  que comenzó con la Maria, la campana más grande de todas.
Los toques de campana forman parte del paisaje sonoro y cultural de los valencianos desde la conquista cristiana. Las campanas construyen el tiempo colectivo, no solo a través de los relojes, sino de los diversos toques, que marcan el transcurrir de la jornada, de la semana, del año y de la vida. Marcan espacios festivos o de luto, e indican con sus toques la relevancia de ciertas personas, bien en el momento de su muerte, bien en otros acontecimientos extraordinarios. Por eso las campanas llegan más allá del significado religioso, sin olvidarlo, puesto que se convierten en la voz de una comunidad, en su símbolo sonoro más intuitivo y emotivo.
Los  "Campaners de la Catedral de València" son los encargados de mantener, divulgar y tocar las campanas de la Catedral, interpretando todos los toques del ciclo anual, de modo manual. Por otro lado, las once campanas litúrgicas, de grandes dimensiones, y muy antiguas, se pueden voltear mediante una a cuatro sogas (según el tamaño y la altura) girando por tanto en los dos sentidos marcados por enrollar y desenrollar la larga cuerda.

### Toques tradicionales
Los toques tradicionales se caracterizaban por su gran variedad local, estrictamente reglamentados, siendo muchos de ellos iguales en su contenido pero diferentes e incluso opuestos en sus formas. Por ejemplo, el final del toque de fiesta de la ciudad de Valencia es el toque de muertos principal en la huerta que rodea la ciudad.
Tradicionalmente había diversos toques de coro, a lo largo de la jornada, de la semana y del año, y eran toques diferentes según las distintas «clases» (al menos una docena). También había repiques, toques de muerto (con una decena de combinaciones diferentes), y toques de fiesta, basados exclusivamente en el volteo de las cinco campanas mayores. Tampoco faltaban otros toques como los de tormentas, los de sacar almas del purgatorio o los de alarma, así como el del cierre de las murallas que iba a cargo de la ciudad o Ayuntamiento de Valencia. Estos toques iban evolucionando como lo hacía la sociedad y por ello fueron adaptándose a las necesidades tanto de la Catedral como de la Ciudad.
Cuando se mecanizó el toque de las campanas, se produce un ruptura con la tradición, llegándose a olvidar en la memoria colectiva el toque tradicional de las campanas de la catedral. También se anularon las señales diarias tanto de oración como de cerrar murallas. Los nuevos toques solo anunciaban misas.

### Toques actuales
En la actualidad hay dos bloques diferenciados de toques: los automáticos y los manuales. Los automáticos se limitan a las señales de oración (tres badajazos de la Maria para cada uno de los tres Ángelus y cinco badajazos para el toque de Ánimas), el toque de cierre de murallas de el Manuel (durante media hora, primero cada dos minutos y luego acelerando hasta la máxima velocidad), y los tres volteos de coro de la Bàrbera a las 09:01, las 09:16 y las 09:26, sendos toques previos al Ángelus de mediodía y de tarde de sábado y domingo y un último toque para la Sabatina, el sábado a las 19:45 horas.
Los toques manuales se interpretan por los Campaneros de la Catedral de Valencia, que son una evolución del Gremio de Campaneros Valencianos y que forman parte de aquella Federación de Grupos Campaneros. El Calendario Anual (que comienza con el Adviento) incluye todas las fiestas litúrgicas anuales, así como los domingos de Adviento y de Cuaresma, los toques de vísperas de las Solemnidades en las que se cantan en la Catedral, y las grandes celebraciones del templo. Toda esta relación está fijada en la Consueta Nova, aprobada por el de la Consueta de Herrera de 1705, a las necesidades actuales, tanto litúrgicas como de la vida ciudadana.  Actualmente tiene más sentido tocar los días de fiesta a mediodía, con repique o con volteos según la festividad, para construir el tiempo festivo comunitario, cuando la gente pasea por el centro histórico. Quedan tres toques de alba: para la Virgen de los Desamparados, para el Corpus Christi y para la Virgen de Agosto, y el volteo general que en tiempos de Aguado y campaneros posteriores se prodigaba al menos para estas tres fiestas, queda ahora limitado al mediodía del Corpus Christi, asumiendo la recomendación de Herrera que las campanas pequeñas, los tiples, no dizen bien con las otras, y quitan solemnidad, aumentando el caos sonoro.
Sobre todo se han recuperado y normalizado los repiques, de los cuales se interpretan unos 50 a lo largo del año por los diversos Campaneros, ya que se trata de que este conocimiento no se limite a una persona ni a una manera única de interpretar. Los toques de coro suenan en las diversas variaciones más solemnes: los coros «bisblas» (los antiguos «dobles de primera») en los que voltea alguna de las cuatro mayores según festividad, las «dominicas moradas», con variaciones para Adviento (toque de Aguado) o de Cuaresma (toque de Herrera), así como las «dominicas rosas», que son una interpretación del toque de «dominica blanca». Los toques de muerto quedan limitados a los relacionados con la Catedral y su Cabildo, así como con las autoridades, sobre todo religiosas.
De manera general las campanas se voltean con cuerdas (en algunas altas no se podría hacer de otra manera), recuperando así unas técnicas tradicionales tanto de parar como de voltear que los últimos campaneros antes de la electrificación habían simplificado, así como unos ritmos siempre cambiantes. El toque está facilitado por los rodamientos autocentrados de manera que la mayor parte de las campanas, excepto María, Catalina, Narciso o Pablo que aún conservan la instalación tradicional, que será mantenida mientras las campanas funcionen con seguridad y sin excesivo esfuerzo.
Finalmente, la matraca repuesta en 1996, suena desde el Jueves Santo, después del de Gloria, para los oficios del Viernes y del Sábado Santo y para avisar la misa de la Vigilia de Pascua.